# Estação Kievskaia (linha Arbatsko-Pokrovskaia)
Kievskaia (em russo:  Киевская) é uma das estações da linha Arbatsko-Pokrovskaia (Linha 3) do Metro de Moscovo, na Rússia. Estação «Kievskaia» está localizada entre as estações «Park Pobedy» e «Smolenskaia».